# بويم رع
كان بويم رع نبيلًا مصريًا قديمًا ومهندسًا وكاهنًا ثانيًا لآمون في عهد تحتمس الثالث من الأسرة الثامنة عشر في مصر . كان ابنًا لبويا ونفر إياح، وله زوجتان: تانفيرت وسنسونب، حيث كانت زوجته سنسونب ابنة رئيس بويم رع، رئيس كهنة آمون حبوسينب وزوجته أمنحتب.
وقد كانت سنسونب تشغل منصب المتعبدة الإلهية لآمون . 
تقع مقبرة بويم رع - والمعروفة باسم TT39 - في منطقة مقابر الخوخة ، وهي جزء من مقبرة طيبة الجنائزية، على الضفة الغربية لنهر النيل المقابلة الأقصر .